# Theo van Delft

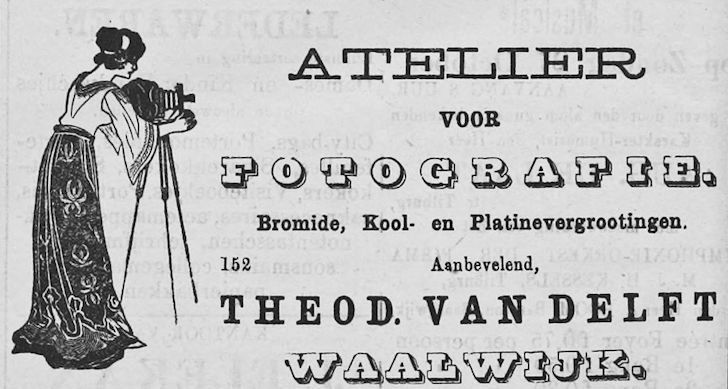
Advertentie voor de fotozaak (1912)

Theodorus Maria (Theo) van Delft (Waalwijk, 21 augustus 1883 – aldaar, 11 juli 1967) was een Nederlands fotograaf, beeldhouwer, schilder en tekenaar.

## Biografie
Theo of Theodoor van Delft was een van de zeventien kinderen van Theodorus Arnoldus van Delft (1848-1904) en Geertruda Maria Vermeer (1851-1929). Hij kreeg zijn artistieke interesse vanuit huis mee, zijn vader Dorus was (huis)schilder en fotograaf en ruim dertig jaar directeur van de Gemeentelijke Teekenschool en ook zijn broer Jan van Delft (1879-1952) was actief als schilder en tekenleraar.
Theo kreeg zijn eerste lessen van zijn vader en behaalde de LO-tekenakte aan de Gemeentelijke Teekenschool. Hij vervolgde zijn opleiding aan de Koninklijke School voor Nuttige en Beeldende Kunsten in 's-Hertogenbosch (1904-1906). Hij volgde daarnaast lessen van Piet Slager sr.
Na het overlijden van hun vader nam Van Delft met zijn broer diens fotozaak over. Aanvankelijk onder de naam Wed. Th.A. van Delft en Zonen, maar nadat Jan directeur werd van de Gemeentelijke Teekenschool dreef Theo de zaak onder eigen naam. Hij trouwde in 1909 met Theodora Maria Anna (Thea) Heijnen (1884-1951) en kreeg met haar vier kinderen. Hij werd tekenleraar aan de kweekschool in Oirschot (1909-1911) en leraar aan de Teekenschool in Waalwijk. Hij behaalde zijn MO-akte hand- en lijntekenen aan de Rijksnormaalschool voor Teekenonderwijzers in Amsterdam (1913-1914), als leerling van onder anderen Willem van der Pluijm en Jan Visser jr. Hij volgde daarna boetseerlessen bij August Falise en behaalde in 1915 de MO-akte boetseren. Als opvolger van zijn broer Jan was hij van 1919 tot 1944 directeur van de Teekenschool. Hij heeft daarnaast lesgegeven aan de Katholieke Leergangen in Den Bosch (1915-1919), de Rijksnormaalschool in Waalwijk (1915-1918), de R.K. Handelsdagschool (1916-1942) en de Rijksvakschool voor Leerlooiers en Schoenmakers (1918-1944) in Waalwijk. De fotozaak deed hij in 1923 over aan een van zijn assistenten.
Als kunstenaar schilderde en tekende Van Delft onder meer portretten, stillevens en landschappen. Hij was vooral portretschilder en maakte onder meer een aantal portretten van koningin Juliana. Hij was een van de uitgenodigde kunstenaars die in maart 1949 daarvoor op paleis Soestdijk schetsen mocht komen maken. Tot de 110 portretten die zijn biograaf in het oeuvreoverzicht opnam behoren verder die van onder anderen burgemeester E.C.J. Moonen van Waalwijk, burgemeesters A.N. Fleskens en K.L.H. van der Putt van Geldrop, Statenlid mr. Pieter Hendrik Loeff, president van de arr. rechtbank mr. F.C.A.M. Tilman en de schrijver Felix Timmermans. Als beeldhouwer maakte hij een aantal borstbeelden, plaquettes en grafmonumenten. Voor het gemeentehuis van Waalwijk maakte hij verschillende werken: een beeld van hertog Jan II van Brabant, de wandschildering De schepping van Eva en een buste van koningin Juliana.
Van Delft overleed op 83-jarige leeftijd. In Waalwijk en Raamsdonksveer werden straten naar hem vernoemd.

## Enkele werken
- 1918 - ontwerp tegeltableau ter gelegenheid van het 75-jarig bestaan van Noord-Braband Verzekeringen in Waalwijk. Uitgevoerd door De Porceleyne Fles.
- 1918 - portretplaquettes voor de graven van Leo (1891-1918) en Jan van Schijndel (1879-1918), Waalwijk.
- 1918 - stenen plaquette ter gelegenheid van het 45-jarig bestaan van De Echo van het Zuiden, met portretten van de uitgevers Jan en Antoon Tielen.
- 1922 - portretplaquette van het echtpaar Timmermans-Maetens, ter gelegenheid van hun 50-jarig huwelijk.
- 1924 - plaquette hotel de Gouden Leeuw, met drie generaties portretten van de familie Verwiel ter gelegenheid van het 100-jarig bestaan.
- ca. 1928 - De triomferende textielindustrie, bronzen gevelreliëf boven entree Sint-Odulphuslyceum aan de Noordhoekring in Tilburg.
- 1926 - grafmonument van de familie Pessers-Daniëls, op de R.K. begraafplaats Binnenstad, in Tilburg.
- 1932 - beeld van hertog Jan II van Brabant voor de hal van het gemeentehuis van Waalwijk.
- 1934 - grafmonument van de familie Timmermans-Verschure, R.K. Kerkhof in Waalwijk.
- 1935 - Ploeger, Zaaier en Maaier, aan de gevel van Leidsestraat 54 in Amsterdam, waar van 1935-1974 de kruidenierszaak P. de Gruyter & Zn. gevestigd was.[5]
- 1935 -1937 - De schepping van Eva, muurschildering voor de trouwzaal in het gemeentehuis van Waalwijk.
- 19?? - muurschildering voor de hal van Ivo van Haren's Schoenfabrieken in Waalwijk.
- 1954 - buste van koningin Juliana voor de gemeente Waalwijk.
- 1954 - portret van koningin Juliana voor de gemeente Helmond.
- 1956 - portret van koningin Juliana voor de gemeente Deurne.

## Galerij

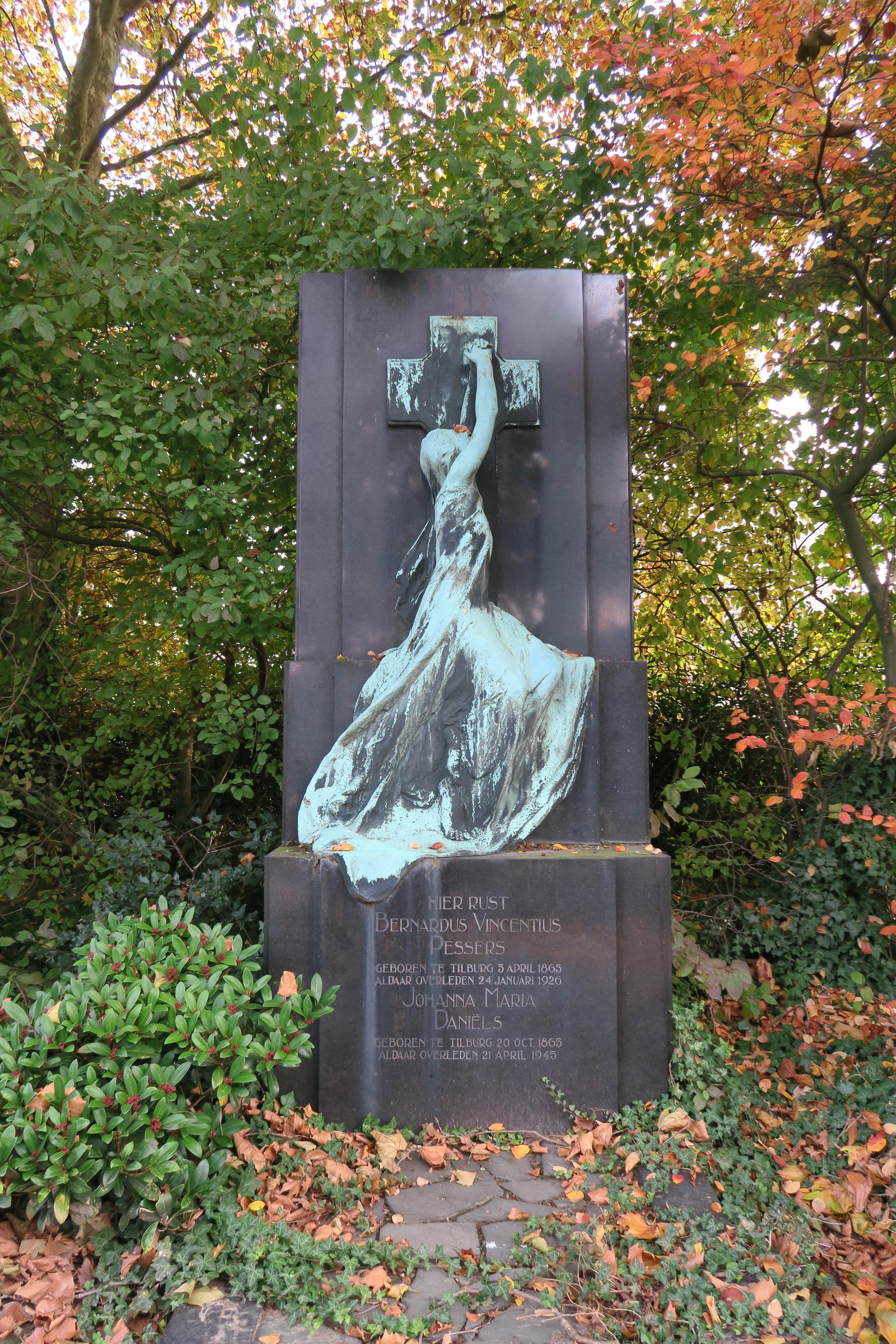
Grafmonument Pessers-Daniëls (1926)
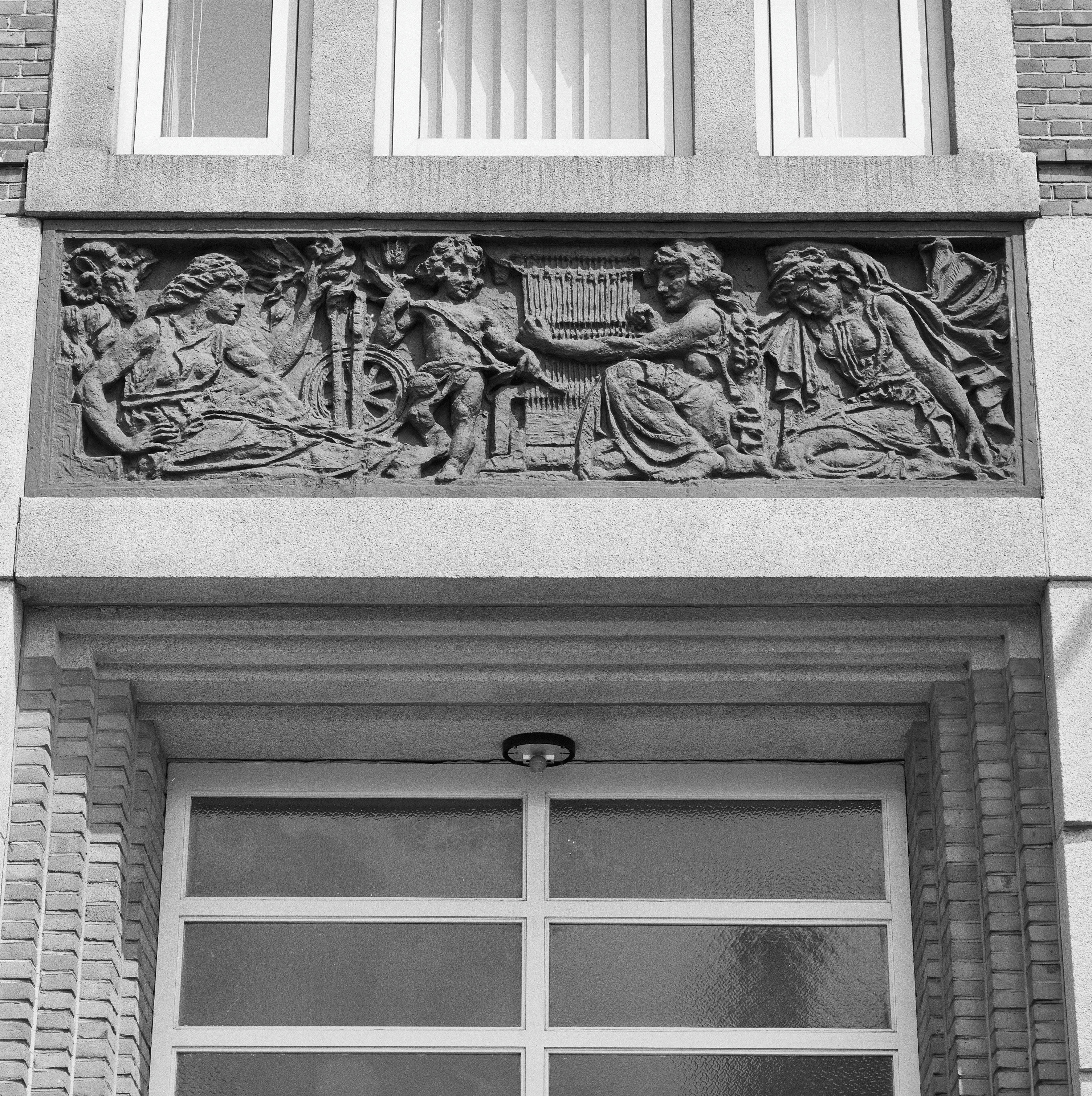
De triomferende textielindustrie (ca. 1928)
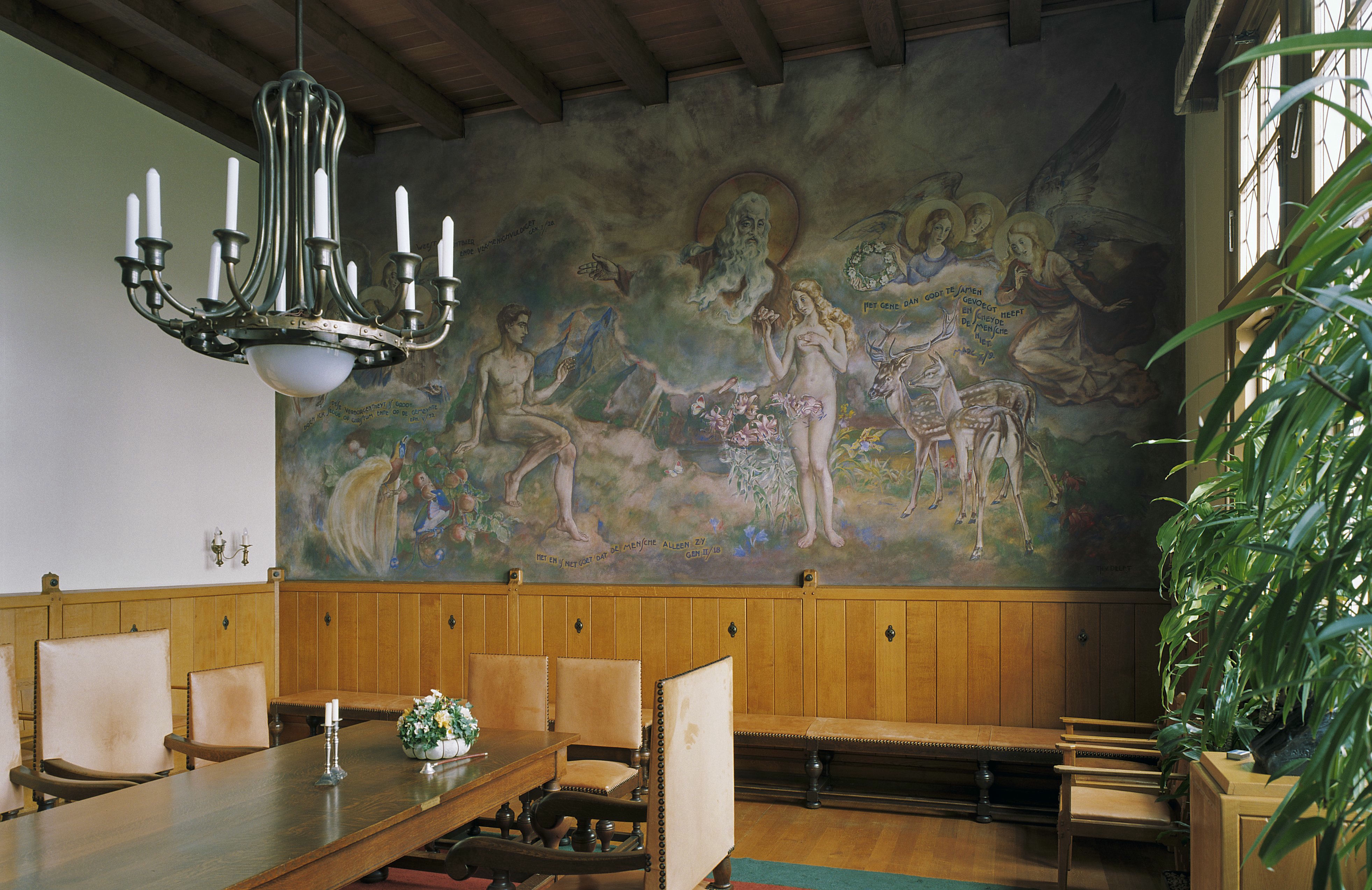
De schepping van Eva (1935-1937)

- Biografisch Portaal: 44409465
- International Standard Name Identifier: 0000 0000 6833 7305
- Nederlandse Thesaurus van Auteursnamen: 069507449
- RKD-Nederlands Instituut voor Kunstgeschiedenis: 21728
- Union List of Artist Names: 500096287
- Virtual International Authority File: 96389968
- WorldCat: E39PBJxCtQBVmfXw8xwFmb9v73